# Politica della Germania
Il sistema politico della Germania si basa su una repubblica federale parlamentare, fondata il 23 maggio 1949.
Secondo il Democracy Index del 2023 dell'EIU la Germania è classificata come "full democracy", ovvero come una democrazia completa e solida, posizionandosi come 12º paese al mondo e un punteggio di 8,80.
Al 2025 il capo dello Stato è Frank-Walter Steinmeier e il cancelliere federale è Friedrich Merz.

## Descrizione

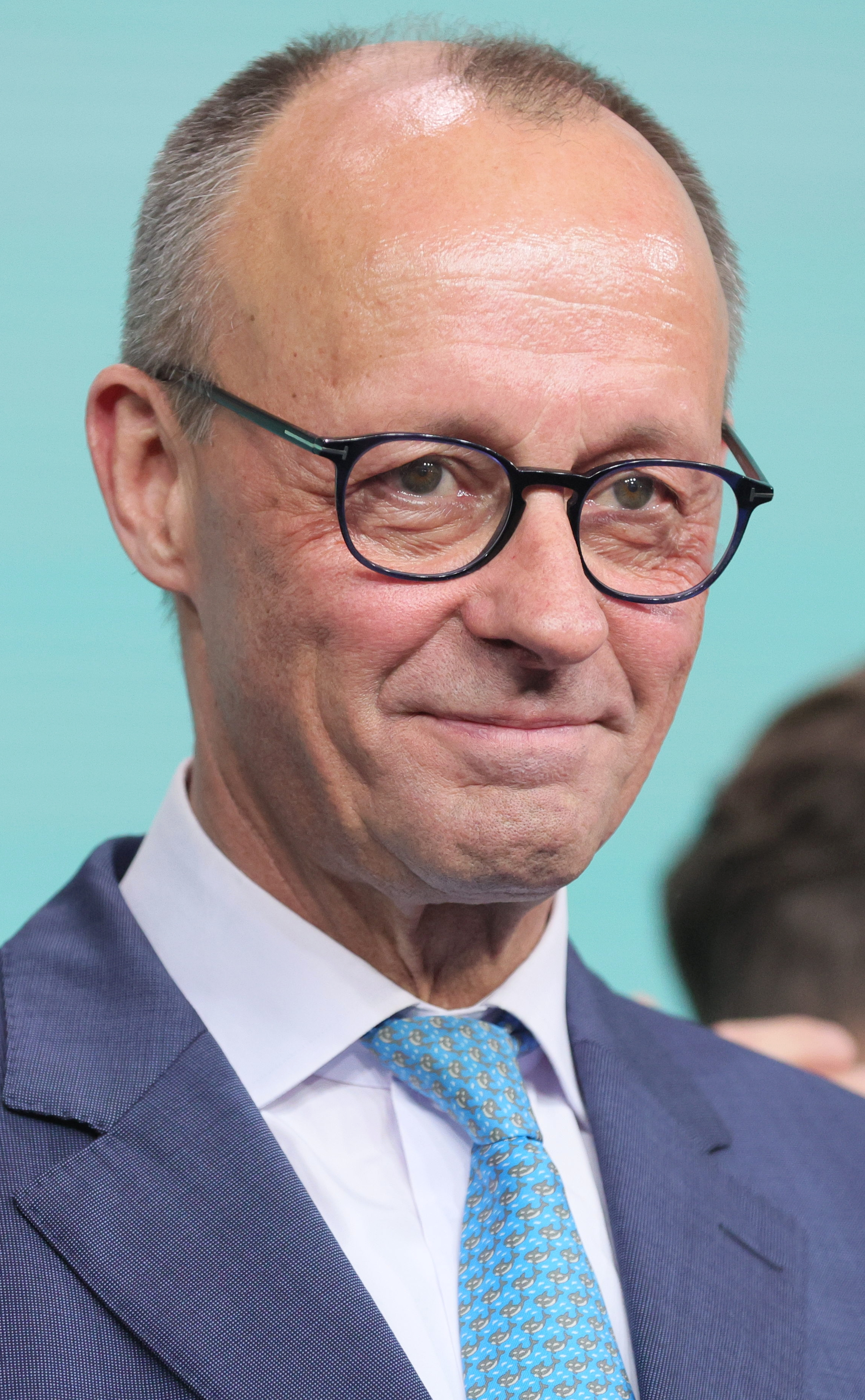
Friedrich Merz è l'attuale cancelliere federale della Germania dal maggio 2025

I sedici Länder (stati confederali) sono dotati ciascuno di una propria assemblea legislativa. Il presidente della repubblica (capo dello Stato) viene eletto ogni cinque anni dal parlamento federale (Bundestag e alcuni rappresentanti dei singoli Länder). Guida del governo federale è il cancelliere (eletto dal Bundestag su proposta del Presidente della Repubblica). Il parlamento bicamerale è composto dal Bundestag, eletto ogni quattro anni a suffragio universale diretto, e dal Bundesrat, designato dai governi dei Länder. 
Il parlamento ha un sistema bicamerale imperfetto, infatti il Bundestag ha più potere del Bundesrat.
L'amministrazione federale (composta dalle Oberste Bundesbehörden, le autorità federali superiori) si compone di:
- Il governo federale e i vari ministeri;
- Il Bundestag, il Bundesrat e i relativi uffici esecutivi;
- Alcuni organi federali superiori:
  - Corte costituzionale federale (BVerfG);
  - Bundesrechnungshof - Una corte federale per la gestione di audit di vario tipo;
  - il Consiglio direttivo della Deutsche Bundesbank;
- I 16 Länder (alcuni dei quali suddivisi ulteriormente in Distretti governativi e tutti divisi in Circondari) e 3 città-stato di pari livello: Berlino, Amburgo e Brema.
- Le agenzie federali tedesche, nate soprattutto dagli anni '80-'90:
  - Bundesnachrichtendienst (BND) - I servizi segreti federali;
  - Bundeskriminalamt (BKA) - L'agenzia responsabile dell'intelligence della polizia, insieme ad altre minori collegate;
  - Bundesnetzagentur (BNetzA) - L'agenzia responsabile delle reti di elettricità, gas, telecomunicazioni, poste e ferrovie;
  - Deutsches Patent- und Markenamt (DPMA) - L'ufficio nazionale per la registrazione e gestione dei marchi e brevetti;
  - Bundesamt für Naturschutz (BfN) - L'agenzia responsabile per la conservazione del patrimonio ambientale;
  - Bundesamt für Strahlenschutz (BfS) - L'agenzia responsabile per la protezione dalla radioattività;
  - Bundesanstalt für Materialforschung und -prüfung (BAM) - L'istituto di ricerca nel campo della scienza dei materiali;
  - Eisenbahn-Bundesamt (EBA) - L'agenzia che regola il settore ferroviario;
  - Luftfahrt-Bundesamt (LBA) - L'agenzia che si occupa di regolare il settore dell'aviazione;
  - Zollkriminalamt (ZKA) - L'agenzia che si occupa della gestione e del monitoraggio delle dogane e del commercio con l'estero.
- Le agenzie federali di medio e basso livello dal punto di vista della suddivisione territoriale.

Politica della Germania
Sistema istituzionale della Germania
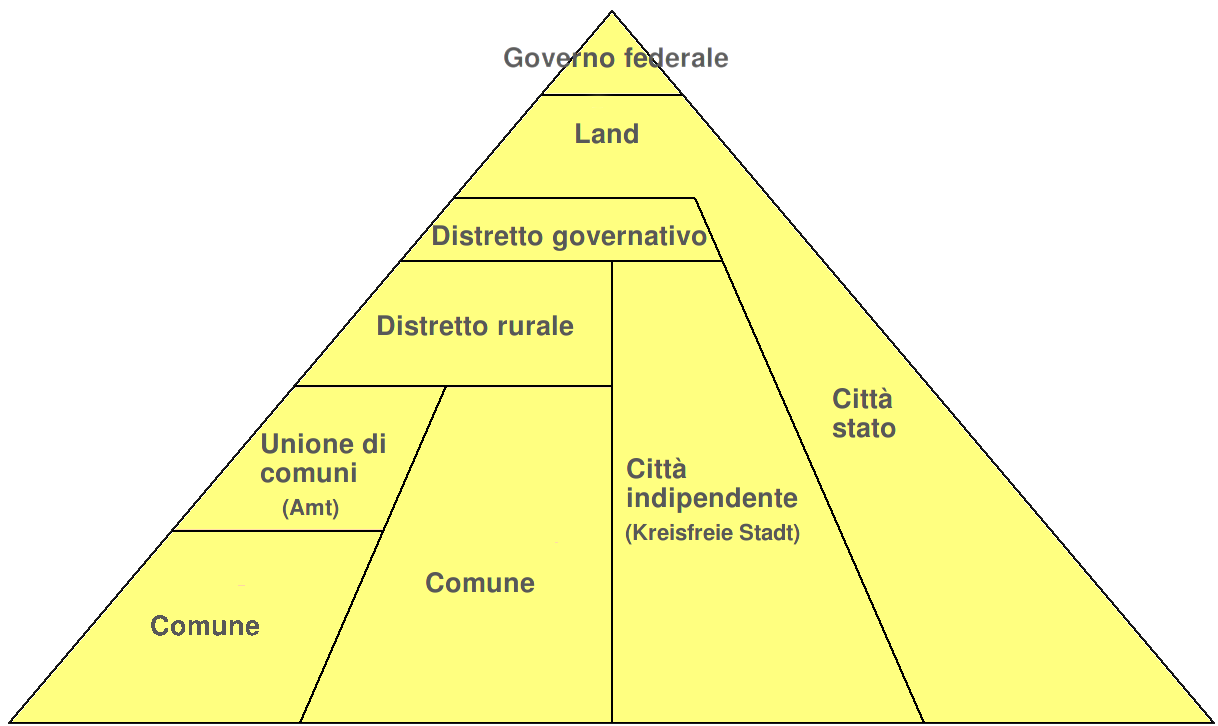
Schema della gerarchia delle suddivisioni amministrative della repubblica federale tedesca.
Il 21° Bundestag, eletto con le elezioni federali del 2025. La coalizione di governo è quella rosso-nera (cristianodemocratici-socialdemocratici).

### Partiti politici

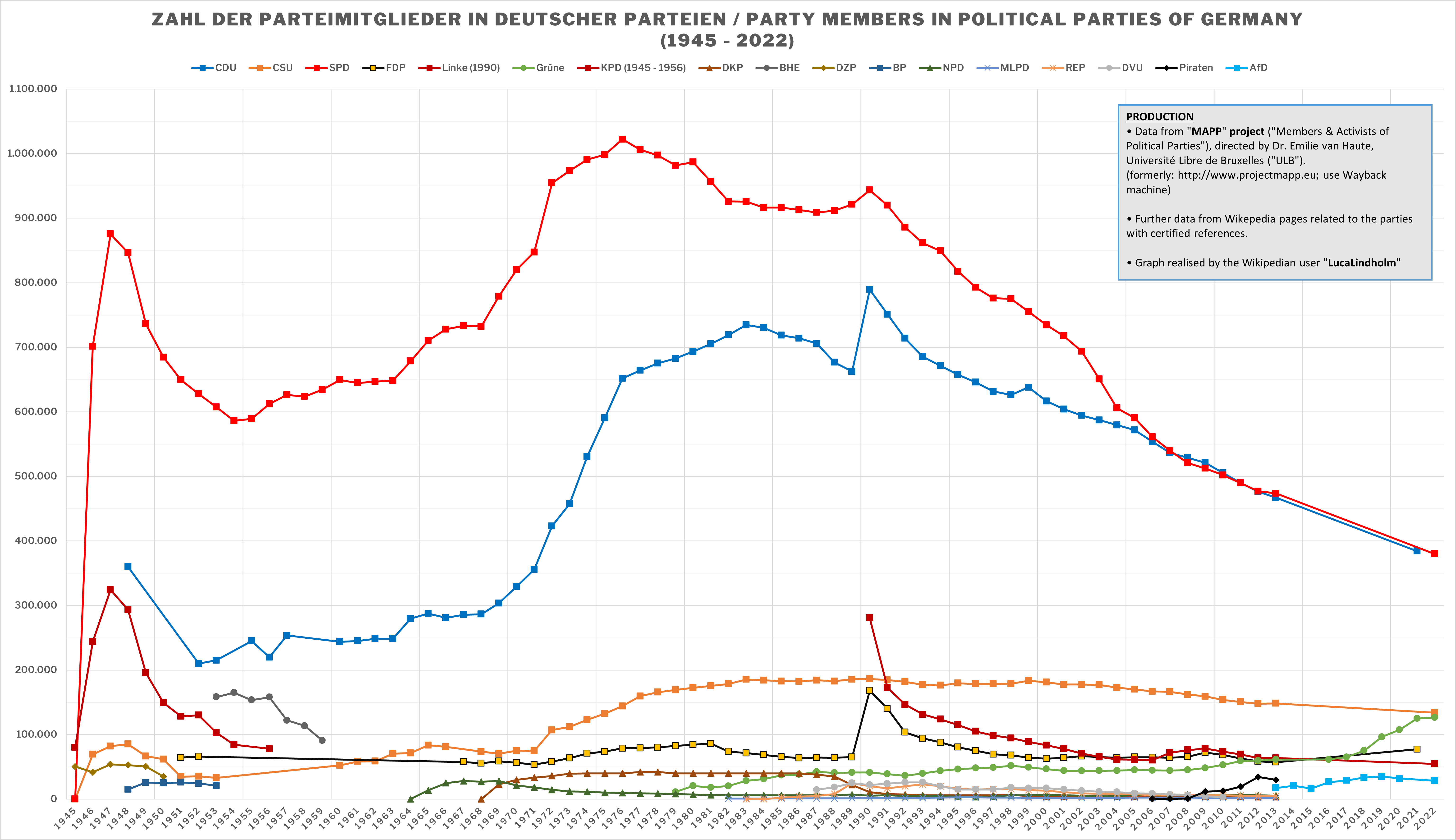
Andamento del numero di iscritti ai partiti politici tedeschi (dal 1945 ad oggi; dati: ULB). A partire da fine anni '60 e fino agli anni '80 tutti i partiti hanno avuto un netto incremento dei loro iscritti. Nonostante la riunificazione delle due Germanie nel 1990, i partiti occidentali non sono riusciti a inglobare stabilmente gli iscritti dei rispettivi partiti orientali, i quali in pochi anni si sono rifugiati prima nell'astensione e poi nel voto a partiti politici più estremi. Dagli anni '90 i partiti politici tradizionali hanno cominciato a perdere iscritti, mentre negli ultimi anni sono cresciuti i Verdi e l'AfD.

Il sistema dei partiti nella Repubblica Federale si è sviluppato in tre fasi successive. Nella prima fase, dal 1949 al 1961, si è assistito ad una contrazione del numero di partiti, dovuta anche all'introduzione della soglia di sbarramento al 5%. Dal 1961 al 1980 si è avuto un sistema di tre partiti stabili e dal 1983 il numero dei partiti è di nuovo in espansione.
Oggi i principali partiti sono:
- Unione Cristiano-Democratica (Christlich-Demokratische Union Deutschlands - CDU) in coalizione permanente con il partito fratello Unione Cristiano-Sociale (Christlich Soziale Union in Bayern - CSU)
- Partito Socialdemocratico (Sozialdemokratische Partei Deutschlands - SPD)
- Alternativa per la Germania (Alternative für Deutschland - AfD)
- I Verdi (Bündnis 90/Die Grünen - B90/G)
- Die Linke, erede del Partito del Socialismo Democratico (PDS) e di dissidenti della sinistra socialdemocratica (WASG)
- Partito Liberale Democratico (Freie Demokratische Partei - FDP)

L'attuale coalizione di governo è formata dalla CDU/CSU e dall'SPD, potendo contare su 328 seggi su 630 al Bundestag. 
I vari partiti tedeschi hanno spesso tentato di creare vari tipi di coalizioni di governo denominate secondo la combinazione dei colori sociali dei partiti stessi che ne fanno parte.
Nel 2023 è stata approvata una riforma che limita il numero di seggi a 630 per le legislature future, rende più rigida e ineludibile la soglia di sbarramento al 5%, e abolisce il sistema di bilanciamento dei seggi. Le opposizioni hanno annunciato un ricorso alla Corte costituzionale federale.

### Politica estera
La Germania mantiene oltre 200 missioni diplomatiche a livello internazionale.

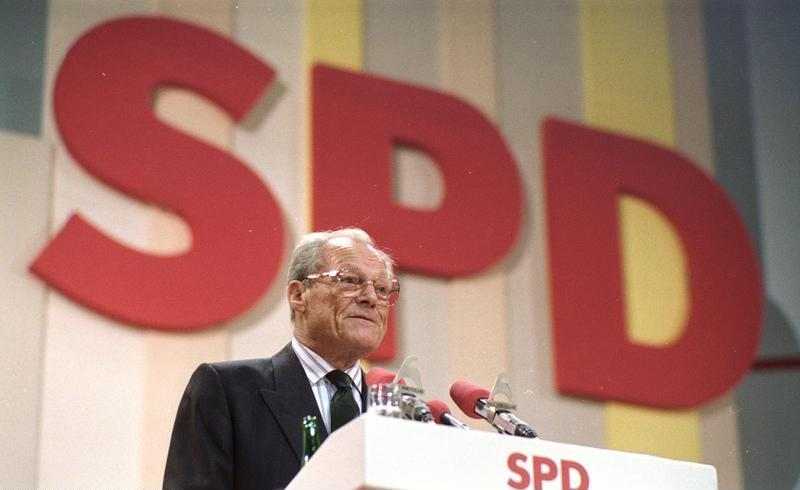
Willy Brandt è stato il leader del Partito Socialdemocratico dagli anni '60 agli anni '80.

Sin dai tempi del primo cancelliere Konrad Adenauer, la politica estera tedesca si è sempre basata su due colonne portanti: l'amicizia transatlantica con gli Stati Uniti, consolidata con l'appartenenza alla NATO dal 1955, e la partnership con la Francia sviluppata nell'ambito dell'Unione europea. A questi due pilastri irrinunciabili si è affiancato, rafforzandosi con il tempo, il dialogo con la Russia.
La Germania ha svolto un ruolo di primo piano nell'integrazione europea sin dal suo inizio, privilegiando soprattutto la riconciliazione con la Francia dopo la fine della seconda guerra mondiale. Questa alleanza, definita anche "asse franco-tedesco" oppure "asse Bonn–Parigi", è stata particolarmente stretta alla fine degli anni ottanta e all'inizio degli anni novanta sotto la guida del cristianodemocratico Helmut Kohl e del socialista francese François Mitterrand. La Germania è in prima linea tra gli Stati europei che cercano di far progredire la creazione di una politica comune più unita ed efficace.

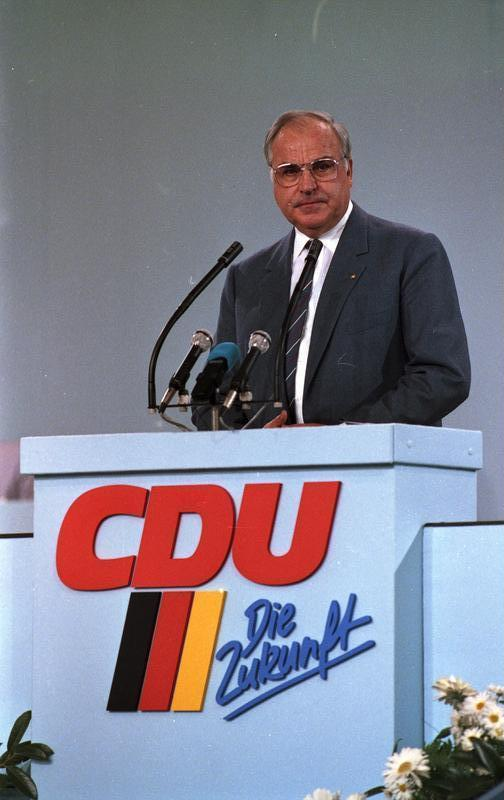
Helmut Kohl è stato cancelliere federale e leader della CDU negli anni '80 e '90.

Fin dalla sua istituzione nel 1949, la Repubblica federale di Germania ha mantenuto un profilo basso, in particolare nelle relazioni internazionali, sia a causa della storia recente, che a causa dell'occupazione da parte delle potenze straniere. Durante la Guerra Fredda, la Germania divisa dalla cortina di ferro è divenuta un simbolo delle tensioni Est-Ovest e un campo di battaglia politico in Europa. Tuttavia, la politica di Willy Brandt e della Ostpolitik è divenuta un fattore chiave per la distensione durante gli anni settanta. Nel 1999, il governo del cancelliere Gerhard Schröder aprì una nuova fase per la politica estera tedesca, prendendo parte a pieno titolo alle decisioni riguardo all'intervento della NATO contro la ex Jugoslavia e all'invio di truppe tedesche per la prima volta dalla fine della seconda guerra mondiale.
La Germania e gli Stati Uniti sono stretti alleati. Il Piano Marshall del 1948, con il sostegno degli Stati Uniti (JCS 1067) durante il processo di ricostruzione (Piani industriali per la Germania) dopo la seconda guerra mondiale, come pure politiche volte alla fraternità, al sostegno alimentare, e i forti legami culturali hanno creato un saldo legame tra i due paesi, anche se la politica di Gerhard Schröder di opposizione alla guerra in Iraq ha suggerito la fine dell'atlantismo e un raffreddamento delle relazioni tedesco-americane. I due paesi sono anche economicamente interdipendenti: l'8,8% delle esportazioni tedesche sono verso gli USA e il 6,6% delle importazioni tedesche provengono dagli Stati Uniti. Altro segno dello stretto legame politico è la base americana di Ramstein (Ramstein Air Base, vicino a Kaiserslautern), che rappresenta la più grande comunità militare statunitense al di fuori dell'America.
La Germania ha fondato nel 2005 il G4 insieme a India, Brasile e Giappone. Lo scopo di tale organizzazione è garantire un nuovo posto da membro permanente al consiglio di sicurezza dell'ONU a uno di questi quattro paesi.

### L'aiuto allo sviluppo internazionale
La politica per lo sviluppo portata avanti della Repubblica federale di Germania è uno spazio indipendente della politica estera tedesca. È formulata dal ministero federale per la cooperazione economica e lo sviluppo (BMZ). Il governo tedesco ritiene che la politica di sviluppo sia una responsabilità congiunta della comunità internazionale. Gli aiuti ufficiali allo sviluppo e gli aiuti umanitari tedeschi nel 2007 ammontavano a 8,96 miliardi di euro (12,26 miliardi di dollari americani), con un aumento del 5,9 per cento sul 2006, divenendo il secondo più grande paese donatore dopo gli Stati Uniti. Germania spende lo 0,37 per cento del proprio prodotto interno lordo (PIL) per favorire lo sviluppo internazionale, comunque al di sotto degli obiettivi del governo di aumentare gli aiuti al 0,51 per cento del PIL entro il 2010. L'obiettivo internazionale dello 0,7% del PIL non viene raggiunto da nessun paese.